# Нагрудний знак «Відзнака МЗС України»
Нагрудний знак «Відзнака МЗС України» — відомча заохочувальна відзнака Міністерства закордонних справ України.
Нагрудним знаком «Відзнака МЗС України» за значні особисті трудові досягнення у виконанні завдань, покладених на МЗС, бездоганну працю на дипломатичній службі відзначаються працівники, стаж роботи яких на посадах у системі органів дипломатичної служби становить не менше п'ятнадцяти років та які раніше відзначалися Почесною грамотою Міністерства закордонних справ України.
У трудовій книжці працівника, відзначеного відомчою заохочувальною відзнакою, робиться запис із зазначенням дати та номера відповідного наказу про відзначення. У разі нагородження нештатних (почесних) консулів України, працівників дипломатичної служби після їх виходу на пенсію надається витяг з наказу про нагородження.
ВЗВ у вигляді нагрудних знаків носять з правого боку грудей і розміщують нижче знаків державних нагород України, іноземних державних нагород.

## Вигляд та опис

### Взірець до 2013 року
До 02.03.2013 року співробітники Зовнішньополітичного відомства України нагороджувались відзнакою старого взірця, який суттєво відрізнявся за формою та розміром.

### Взірець з 2013 року
Нагрудний знак «Відзнака МЗС України» (далі — знак нового взірця від 02.05.2013) має форму рівнобічного хреста синього кольору, який накладено на променисту зірку сріблястого кольору.
У центрі хреста розміщено круглий медальйон синього кольору, в якому на фоні світлих променів розташовано малий Державний Герб України, обрамлений колом жовтого кольору.
По колу медальйона розміщено напис «Відзнака МЗС України».
Усі зображення рельєфні.
Розмір знака 45×45 мм.
Зворотний бік знака плоский. На зворотному боці знака знаходиться застібка для кріплення до одягу.

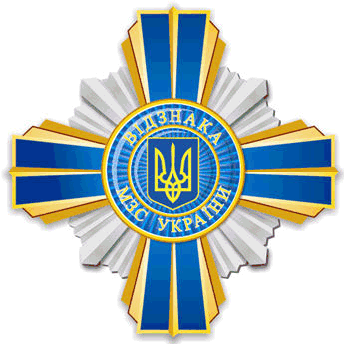
Нагрудний знак «Відзнака МЗС України»
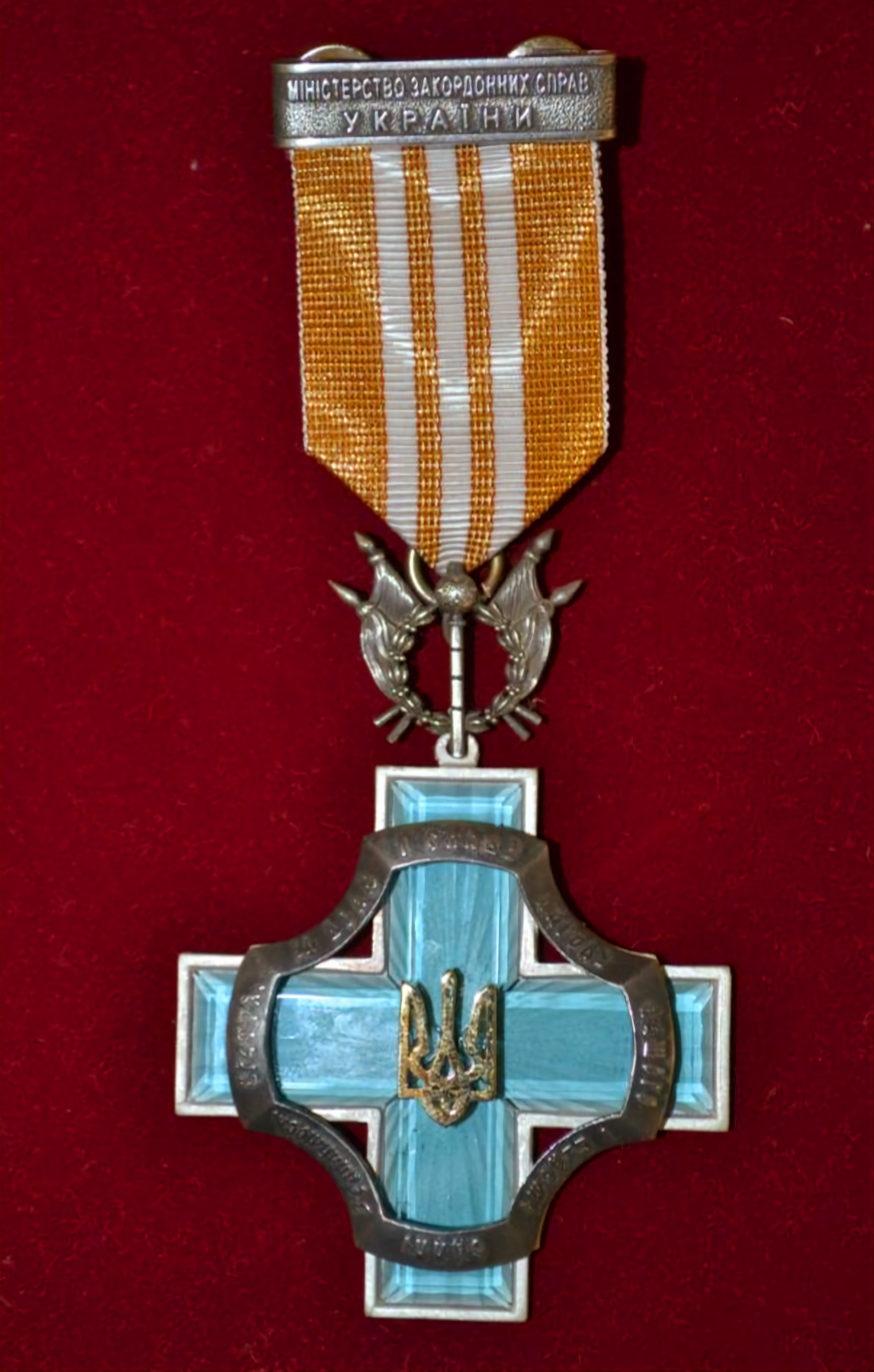
Нагрудний знак старого взірця (до 2013 року)
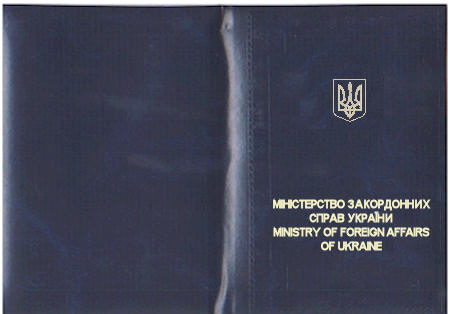
Обкладинка посвідчення нагрудного знаку «Відзнака МЗС України»
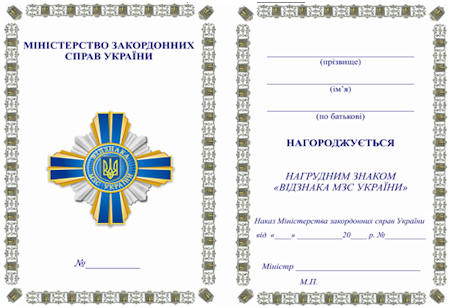
Бланк посвідчення нагрудного знаку «Відзнака МЗС України»